# Flyaway
「flyaway」（フライアウェイ）は、BACK-ONの6枚目のシングル。2009年1月28日にcutting edgeから発売された。

## 概要
これまでの作品が全てオリコン週間シングルチャート100位以下だったが、今作がテイルズ オブ シリーズのオープニング・エンディングテーマという大型タイアップの手伝いもあって、オリコンデイリーチャートで最高位4位を記録し、BACK-ON単独シングルとして初めてランクインを果たした（実際にはBACK-ONが参加している作品で、BAReeeeeeeeeeNの「足跡」で初のランクインを果たしている）。
タイアップ先に合わせて、「通常盤」の他に「テイルズ・オブ盤（期間限定生産）」の2種類が同時発売された。ジャケットもそれぞれ異なるうえ、収録曲数も若干の違いがある（『テイルズ・オブ盤』には表題曲の「『テイルズ オブ』Remix」が収録されている）。
初回出荷枚数以上の売れ行きの為、発売初日より品切れ店が続出し、「店頭より消えたCD」として「Yahoo!」、「mixi」ニュースのトピックにまでになった。
2009年10月2日に発売されたライブDVD『テイルズ オブ フェスティバル 2009』に、表題曲のライブ映像と本人のコメントが収録されており、BACK-ONのライブ映像を確認できるのは、2010年現在このDVD作品のみである。

## 収録曲
1. flyaway [3:51]
PSP用ゲームソフト『テイルズ オブ ザ ワールド レディアント マイソロジー2』のオープニングテーマ。
ジャケット、PV、歌詞の内容などのイメージが青に統一されている。
10thシングル「Connectus and selfish」に再収録されている。
2. where is the future? [3:15]
同エンディングテーマ（一週目）。
3. Re:Start [3:41]
同エンディングテーマ（二週目以降）。

- All Lyric by TEEDA & KENJI03　Music by BACK-ON

## 収録アルバム
flyaway
- 『Hello World』
- 『BACK-ONアニゲーソングコレクションアルバム』
- 『AWESOME BEST』
- 『THE BEST: TALES OF THE WORLD RADIANT MYTHOLOGY Plus』

where is the future?
- 『THE BEST: TALES OF THE WORLD RADIANT MYTHOLOGY Plus』

ReStart
- 『THE BEST: TALES OF THE WORLD RADIANT MYTHOLOGY Plus』